# Автология
Автология, автологический стиль (от др.-греч. αύτος 'сам' и λόγος 'слово') — употребление в художественной литературе слов и выражений в прямом (непереносном) значении. Противоположность металогии.
Автологический стиль характеризуется отсутствием в художественном тексте слов и выражений в переносном значении, то есть тропов. Своей реалистической, предметной точностью автология противостоит фигуральной, металогической речи. Вместе с тем автологические тексты могут содержать стилистические фигуры, которые, не создавая образа, усиливают экспрессию. Кроме того, в автологическом тексте могут присутствовать металогические элементы; «чистая» автология и «чистая» металогия встречаются редко. Сочетание автологического и металогического стилей характерно, в частности, для детской литературы.
Традиция автологического стиля в русской литературе восходит к народному творчеству. В числе авторов, в чьём творчестве встречаются яркие образцы автологии, — А. С. Грибоедов, Н. А. Некрасов, А. А. Блок, В. В. Маяковский, А. Т. Твардовский. Напротив, А. А. Фет, Ф. И. Тютчев, русские символисты, футуристы, имажинисты автологии преимущественно избегали. Примером автологического стиля в поэзии может служить «Завещание» Лермонтова:
Наедине с тобою, брат,

Хотел бы я побыть:

На свете мало, говорят,

Мне остается жить!

Поедешь скоро ты домой:

Смотри ж… Да что? Моей судьбой,

Сказать по правде, очень

Никто не озабочен.